# فرایند بسمر

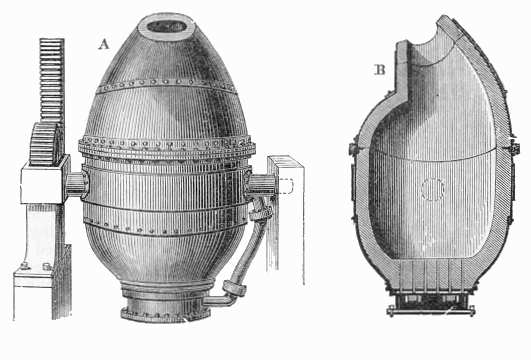
تصاویر شماتیک یک مبدل بسمر

فرایند بسمر (انگلیسی: Bessemer process) اولین فرآیند صنعتی ارزان قیمت، برای تولید انبوه فولاد از آهن، پیش از توسعه فرایند کوره سر باز (open hearth furnace) است.
هدف اصلی فرایند بسمر حذف آلاینده‌های آهن از طریق اکسیداسیون، با دمیدن اکسیژن از میان توده چدن گداخته و آهن مذاب می‌باشد. همچنین پدیده اکسیداسیون دمای آهن مذاب را افزایش داده و آن را مذاب نگه می‌دارد.این افزایش دما، به‌واسطه واکنش اکسیژن با کربن و سیلیسیم موجود در آهن گداخته به وجود می‌آید.
گرچه کربن‌زدایی (decarburizing) ،به وسیله هوا، سال‌های زیادی در خارج از اروپا استفاده می‌شد؛ اما در مقیاس صنعتی نبود. در قرن یازدهم میلادی فرآیندی شبیه به پادلینگ (puddling) در آسیای شرقی به کار می‌رفت که دانشمندی به نام Shen Kuo این فرآیند را به عنوان فرآیند مورد استفاده در صنعت آهن و فولاد چین معرفی کرد. در قرن هفدهم میلادی گزارش‌های مسافران اروپایی نشان می‌داد که این روش در ژاپن نیز مورد استفاده قرار می‌گیرد.
فرآیند مدرنی که در مقیاس صنعتی از آن استفاده شد، فرآیند بسمر نام دارد که هنری بسمر در سال ۱۸۵۶ میلادی حق ثبت اختراع آن را کسب کرد. البته گفته می‌شود این فرآیند در سال ۱۸۵۱ توسط مخترع آمریکایی، William Kelly، کشف شده بود که ادعای بحث برانگیزی است.

## هنری بسمر
مخترع فرآیند بسمر، دانشمند بریتانیایی؛ هنری بسمر (۱۹ ژانویهٔ ۱۸۱۳ - ۱۵ مارس ۱۸۹۸) می‌باشد. او روشی برای تولید فولاد ابداع کرد که به مهم‌ترین روش تولید فولاد در قرن ۱۹ میلادی تبدیل شد و شهر شفیلد را به یک مرکز مهم صنعتی تبدیل کرد. هدف بسمر، کاهش هزینه تولید فولاد برای صنعت توپخانه بود. این روش، تولید فولاد را ارزان و سریع ساخت و باعث تحول در صنعت مهندسی سازه‌ها شد.علاوه بر کوره بسمر، او بیش از صد اختراع دیگر در زمینه تولید آهن، فولاد و شیشه داشت. برخلاف بسیاری از مخترعان، او توانست نوآوریهای خود را به مرحله تولید صنعتی برساند و از منفعت مادی آنها استفاده کند.

## تاریخچه

### روش‌های اولیه تولید فولاد
از قرن یازدهم میلادی روش‌هایی برای تولید فولاد در آسیای شرقی ابداع شد که سیستمی یکسان با سیستم فرآیند بسمر داشت. به گفتهٔ‌ رابرت هارتوِل (Robert Hartwell)، مورخ اقتصادی، مردمان سلسله سونگ روشی برای کربن‌زدایی جزئی ابداع کرده بودند به این صورت که چدن را به طور مکرر آهنگری می‌کردند و به سرعت سرد می‌کردند (انفجار سرد). Joseph Needham (سینولوژیست) و Theodore A. Wertime (مورخ متالوژی) این روش را به عنوان «جَد فرآیند بسمر» نامگذاری کرده‌اند. این فرآیند اولین بار توسط دانشمند و مقام چند جانبه دولت، Shen Kuo، در سال ۱۰۷۵  شرح داده شد. هارتول اظهار می‌کرد که ممکن است اولین منطقه‌ای که در قرن یازدهم از این روش استفاده می‌کرد؛ منطقه بزرگ تولید آهن در مرز هنان-هبی باشد.

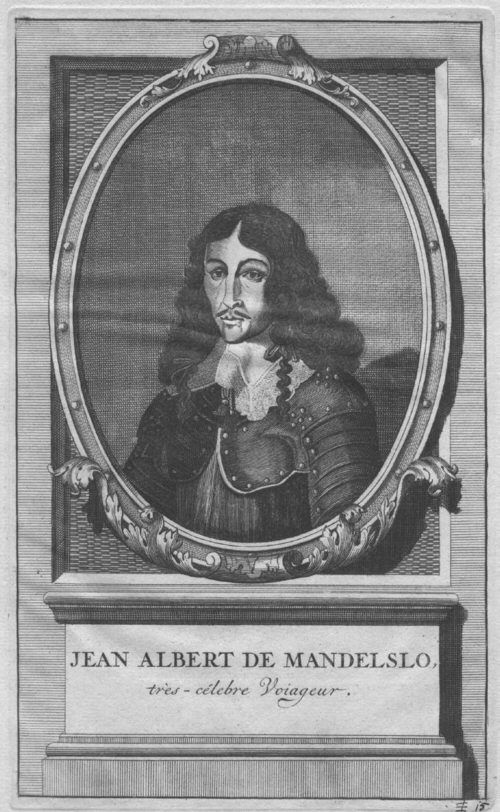
Johan Albrecht de Mandelslo

در قرن پانزدهم میلادی روش دیگری که از اصل دمیدن هوا استفاده می‌کرد، به نام « finery process » در اروپا رواج پیدا کرد. در سال ۱۷۴۰ ساعت‌ساز انگلیسی، بنجامین هاتسون، برای ساخت فولاد روش فرآیند بوته‌ای (crucible technique) را در کارگاهش در منطقه هندزورث در شفیلد ابداع کرد. این روش تاثیر بسیار زیادی در کیفیت و کمیت فولاد تولید شده داشت اما با توجه به هزینه بالا، این نوع فولاد برای کاربردهای خاص و محدودی استفاده می‌شد و ارتباطی به فرآیند بسمر که از کربن‌زدایی استفاده می‌کرد؛ نداشت.
با توجه به مشاهدات مسافران اروپایی در قرن ۱۷، می‌توان ادعا کرد که ژاپنی‌ها نیز از فرآیندی مشابه با روش بسمر استفاده می‌کردند. این فرآیند توسط (Johan Albrecht de Mandelslo) در کتابی به زبان انگلیسی در سال ۱۶۶۹ شرح داده شده‌است. به گفتهٔ‌ او:« آن‌ها اختراعی خاص برای ذوب کردن آهن بدون استفاده از آتش داشتند؛ به این صورت که آهن را در بشکه‎‌هایی می‌ریختند و در حدود نیم فوت داخل زمین می‌‌کردند سپس به طور مداوم در آن می‌دمیدند و با ملاقه‌هایی آن را خارج می‌کردند تا به فرم مورد نظر درآید.» به گفتهٔ‌ دونالد واگنرِ مورخ، ماندلسلو خودش به ژاپن نرفته بود، بنابرین توضیح او از این فرآیند از گزارش‌های مسافران اروپایی که به ژاپن رفته بودند نشات گرفته است. واگنر معتقد بود روش ژاپنی‌ها ممکن است با روش بسمر مشابه باشد اما توضیحات جایگزین نیز قابل قبول هستند.

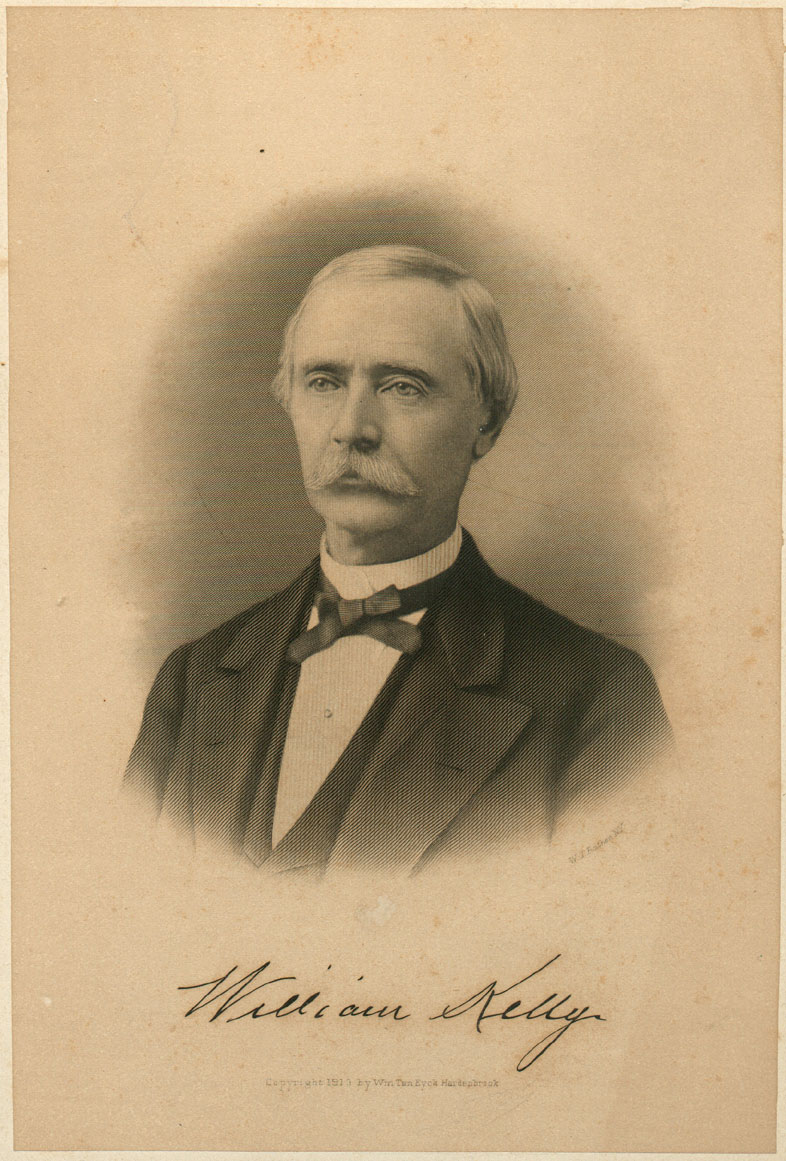
ویلیام کِلی (William Kelly)

### روش بسمر
در اوایل دهه ۱۸۵۰، مخترع آمریکایی ویلیام کِلی (William Kelly)، روی روشی مشابه روش بسمر آزمایش می‌کرد، ولی این ادعا که روش این دو مخترع یکسان است هنوز بحث برانگیز است. وقتی اختراع بسمر برای تولید فولاد توسط نشریه علمی آمریکایی (Scientific American) گزارش شد ویلیام کِلی با نوشتن نامه‌ای برای این نشریه نسبت به این خبر واکنش نشان داد. کِلی در این نامه اظهار کرد که قبلاً روندکار این فرآیند را آزمایش کرده است و ادعا کرد بسمر از کشف او اطلاع داشته است. او نوشت "من برای اعتقادم مبنی بر شناخته شدن کشفم در انگلیس دلیل دارم؛ سه یا چهار سال پیش تعدادی انگلیسی برای دیدن روش‌های جدید من به اینجا آمدند و تعداد زیادی از آن‌ها از آن زمان به انگلیس برگشته‌اند؛ امکان دارد که در مورد اختراع من در انگلیس صحبت کرده باشند." با این حال در بسیاری از منابع ذکر شده است که روش کِلی در تهیه فولاد ناموفق تر از روش بسمر عمل کرده‌است.

هنری بسمر اختراع خود را در زندگینامه‌اش در سال ۱۸۹۰ شرح داد. در طول وقوع جنگ کریمه بسیاری از دانشمندان و صنعتگران انگلیسی به بررسی فناوری‎‌های نظامی می‌پرداختند. به گفتهٔ‌ بسمر اختراع او از مکالمه‌اش با ناپلئون سوم در سال ۱۸۵۴ الهام گرفته شده بود که برای توپخانه به فولاد باکیفیتی احتیاج داشتند. بسمر در این باره می‌گوید: «جرقه‌ای بود که یکی از بزرگ‌ترین انقلاب‌های قرن را روشن کرد. آن شب در طول سفرم از وینسن به پاریس، تصمیم گرفتم تا جایی که می‌توانم به بهبود کیفیت آهن در ساخت اسلحه کمک کنم.» در آن زمان فولاد تنها در ساخت اجناس کوچک مانند کارد و چنگال کاربرد داشت و هزینهٔ بسیار بالایی برای ساخت توپ در پی داشت. بسمر از ژانویهٔ ۱۸۵۵ بر روی روشی برای تولید فولاد در مقادیر عظیم برای توپخانه شروع به کار کرد و در اکتبر همان سال اولین حق ثبت اختراع خود را برای فرآیند بسمر کسب کرد. او این اختراع را یک سال بعد، در سال ۱۸۵۶ ثبت کرد.
بسمر لیسانس فناوری خود را به مبلغ کل ۲۷۰۰۰£ به چهار کارخانه آهن فروخت اما آن‌ها نتوانستند فولاد را با کیفیتی که بسمر ادعا می‌کرد تولید کنند. در نهایت بسمر مجبور شد به آن‌ها مبلغ ۳۲۵۰۰£ بازگرداند. بسمر متوجه شد که این مشکل به دلیل ناخالصی‌های موجود در آهن است و نتیجه گرفت که راه‌حل این مشکل این است که بدانیم چه زمانی جریان هوا را قطع کنیم تا ناخالصی‌ها بسوزند اما مقدار کافی کربن باقی بماند. با این حال با وجود صرف ده‌ها هزار پوند برای آزمایش‌ها، او نتوانست پاسخ را پیدا کند.
خریداران لیسانس از بسمر شکایت کردند؛ چون نتوانستند آن را عملی کنند. در نهایت بسمر کارخانه فولادسازی خود را تاسیس کرد زیرا علی رغم اینکه نمی‌توانست روشش را به خریداران منتقل کند؛ خودش می‌توانست فولاد با کیفیت تولید کند. کارخانه بسمر به یکی از بزرگ‌ترین کارخانه‌های جهان تبدیل شد و چهرهٔ‌ جدیدی از تولید فولاد به جهان معرفی کرد.
راه‌جل مشکل فرآیند بسمر برای اولین بار توسط متخصص متالوژی، رابرت فارستر موشت (Robert Forester Mushet)، کشف شد. او برای حل این مشکل هزاران آزمایش در جنگل دین انجام داد. روش او این بود که ابتدا تا جایی که ممکن است همه ناخالصی‌ها و کربن را بسوزاند؛ سپس کربن و منگنز را با افزودن مقدار دقیقی اسپایگلایزن (Spiegeleisen) دوباره وارد کند. این روش تاثیر زیادی بر بهبود کیفیت محصول نهایی گذاشت و قابلیت شکل‌پذیری را افزایش داد.اختراع موشت به دلیل ناتوانی او در پرداخت حق اختراع، به نام او ثبت نشد و در نهایت توسط بسمر خریداری شد. بسمر فروش لیسانس به داخل و خارج انگلیس، از جمله آمریکا را دوباره شروع کرد و بیش از پنج میلیون دلار به‌دست آورد.

### انقلاب صنعتی در آمریکا
الکساندر لیمن هولی به طور چشمگیری به موفقیت فولاد بسمر در ایالات متحده کمک کرد. کتاب او (A Treatise on Ordnance and Armor) اثری مهم در زمینهٔ ساخت سلاح‌های معاصر و روش‌های ساخت فولاد است. او در سال ۱۸۶۲ از فعالیت‌های بسمر بازدید کرد و علاقمند به دریافت لیسانس برای استفاده از این تکنولوژی در آمریکا شد. هنگامی که به آمریکا بازگشت با دو تولید کنندهٔ آهن به نام‌های John F. Winslow و John Augustus Griswold در نیویورک ملاقات کرد؛ در این ملاقات آن‌ها از هولی خواستند که به انگلستان برگردد و از طرف آن‌ها با بانک انگلیس مذاکره کند. هولی لیسانس فناوری بسمر را برای Winslow و Griswold به‌دست آورد و در اواخر سال ۱۸۶۳ به ایالات متحده بازگشت.
این سه نفر کارخانه خود را در سال ۱۸۶۵ در تروی نیویورک راه اندازی کردند. هولی در این کارخانه دست به نوآوری‌هایی زد که باعث شد سود کارخانه نسبت به کارخانهٔ بسمر بسیار بالاتر رود. آن‌ها در سال ۱۸۶۷ یک نمایشگاه عمومی موفق برگزار کردند. این کارخانه توجه راه آهن پنسیلوانیا که به دنبال راه‌های جدید برای ساخت ریل فولادی بود؛ را به خود جلب کرد. راه آهن پنسیلوانیا بودجه کارخانهٔ دوم هولی که زیر مجموعهٔ شرکت پنسیلوانیا استیل بود را تامین کرد. بین سال‌های ۱۸۶۶ و ۱۸۷۷ این سه شریک توانستند مجوز ۱۱ شرکت تولید فولاد بسمر را کسب کنند.
یکی از سرمایه‌گذارانی که به خود جذب کردند، Andrew Carnegie بود که بعد از ملاقات با بسمر در سال  ۱۸۷۲ نوید بخش بزرگی در فناوری جدید فولاد بود و این فرآیند را کمک بزرگی برای مشاغل فعلی خود (شرکت Keystone Bridge Company و شرکت Union Iron Works) می‌دید. هولی کارخانهٔ تولید فولاد جدیدی برای کارنگی تاسیس کرد و با این کار به پیشرفت و اصلاح فرآیند بسمر ادامه داد. کارخانهٔ جدید به نام Edgar Thomson Steel Works در سال ۱۸۷۵ افتتاح شد و رشد ایالات متحده را به عنوان تولید کنندهٔ عمدهٔ فولاد در جهان آغاز کرد. با استفاده از فرآیند بسمر کارخانه Carnegie Steel توانست بین سال‌های ۱۸۷۳ تا ۱۸۷۵ هزینهٔ تولید ریل راه‌آهن فولادی را از ۱۰۰ دلار در هر تن به ۵۰ دلار در هر تن کاهش دهد. این روند کاهش قیمت ادامه داشت تا اینکه در دههٔ ۱۸۹۰ قیمت ریل به ۱۸ دلار در هر تن رسید. قبل از تاسیس این کارخانه‌ها، تولید فولاد در ایالات متحده حدود ۱۵۷۰۰۰ تن در سال بود؛ تا سال ۱۹۱۰ شرکت‌های آمریکایی سالانه ۲۶ میلیون تن فولاد تولید می‌کردند.
در آمریکا از فولاد بسمر عمدتاً برای ساخت ریل راه‌آهن استفاده می‌شد. در طول ساخت پل بروکلین یک اختلاف بزرگ در مورد استفاده از فولاد بوته‌ای(crucible steel) یا فولاد ارزان قیمت بسمر به وجود آمد. در سال ۱۸۷۷، آبراهام هویت نامه‌ای نوشت و خواستار جلوگیری از استفاده از فولاد بسمر در ساخت پل بروکلین شد.

## جزئیات فنی

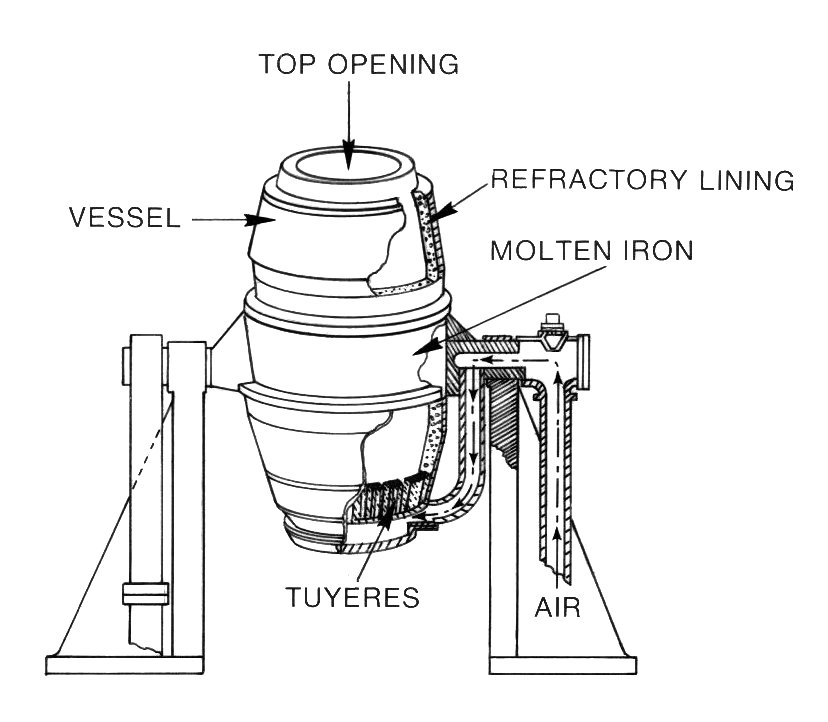
اجزای مبدل بسمر

با استفاده از روش بسمر ۱۰ تا ۲۰ دقیقه طول می‌کشد که سه تا پنج تن آهن به فولاد تبدیل شود؛ در حالی که با روش‌های قبل حداقل یک روز کامل باید آهن را گرم کنیم و هم بزنیم و دوباره گرم کنیم تا به همین نتیجه برسیم.

### اکسیداسیون
دمیدن هوا در آهن مذاب باعث وارد شدن اکسیژن به داخل آن می‌شود؛ اکسیژن باعث اکسید شدن ناخالصی‌هایی مانند سیلیکون، منگنز و کربن می‌شود و به این ترتیب این ناخالصی‌ها را از بین می‌برد. این اکسیدها یا به صورت گاز خارج می‌شوند یا یک سرباره (slag) جامد تشکیل می‌دهند. پوشش نسوز مبدل نیز در فرآیند تبدیل آهن به فولاد نقش دارد؛ برای موادی که مقدار فسفر در آن‌ها کم است از لایه‌های رسی استفاده می‌شود که به فرآیند اسید بسمر معروف است؛ اما زمانی که مقدار فسفر زیاد باشد از لایه‌های دولومیت و منیزیت استفاده می‌شود. به منظور تولید فولاد با خواص مطلوب می‌توان مواد افزودنی مانند spiegeleisen (آلیاژ فرومنگنز) را پس از حذف ناخالصی‌ها به فولاد مذاب اضافه کرد.

### مدیریت فرآیند
وقتی فولاد مورد نیاز تشکیل شد درون ملاقه‌هایی ریخته می‌شود و سپس درحالی که سربارهٔ سبک‌تر در پشت آن‌ وجود دارد به قالب منتقل می‌شود. این فرآیند که "ضربه" نامیده می‌شود حدوداً در ۲۰ دقیقه به پایان می‌رسد. در طی این مدت میزان پیشرفت اکسیداسیون ناخالصی‌ها با استفاده از شعله‌ای که از دهان مبدل خارج می‌شود؛ سنجیده می‌شود. استفاده از روش‌های مدرن مانند روش‌های فوتوالکتریک برای ثبت مشخصات شعله می‌تواند کمک بزرگی به کنترل کیفیت محصول نهایی کند. پس از ضربه، فلز مایع ری‌کربوریزه (اضافه کردن کربن به ماده) می‌شود تا مقدار کربن به مقدار مورد نیاز برسد؛ همچنین با توجه به کاربرد مورد نظر مواد آلیاژی دیگر نیز به آن افزوده می‌شوند.

### روش‌های پیشین

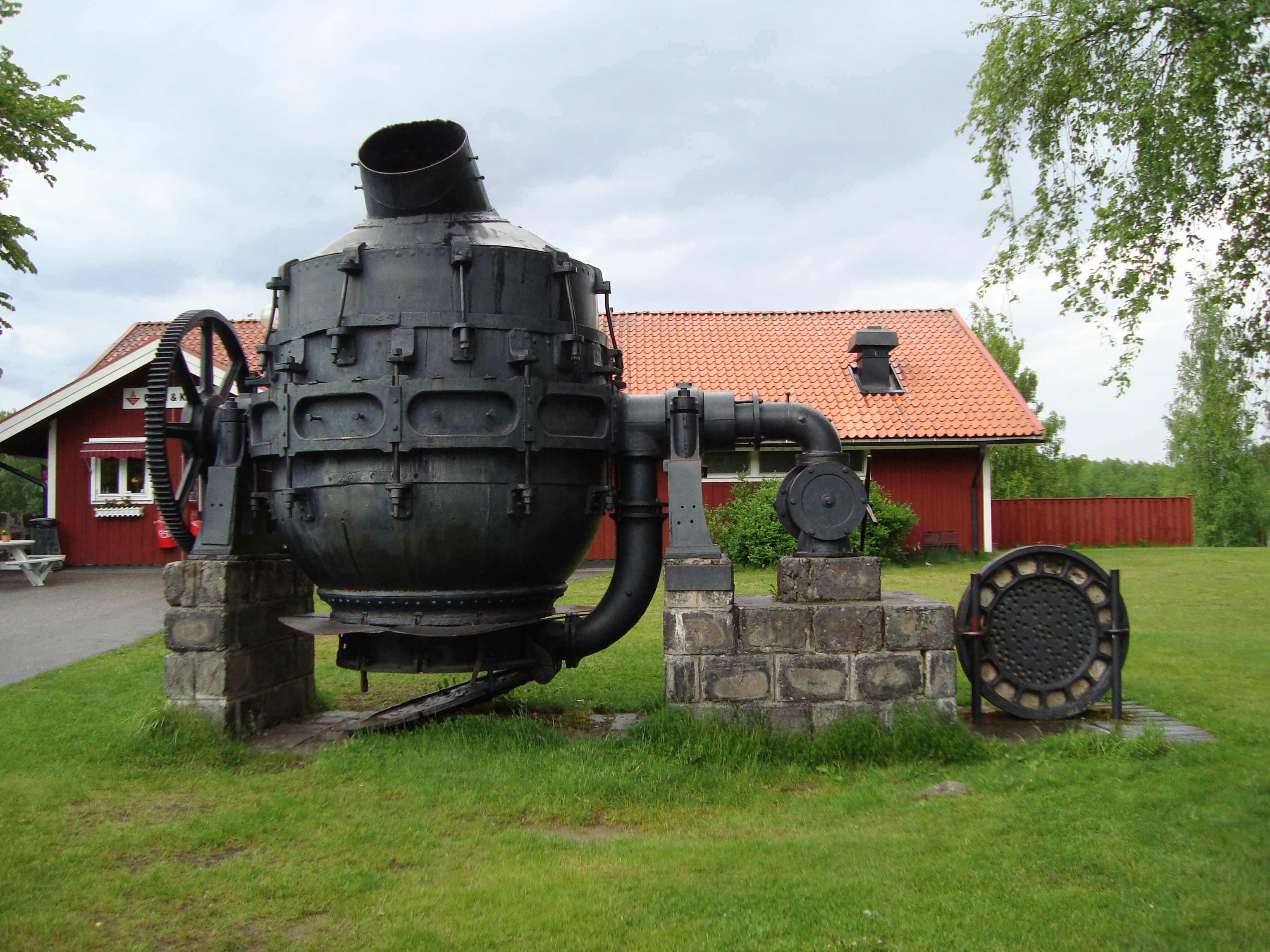
مبدل بسمر در Högbo Bruk, Sandviken.

در اوایل قرن نوزدهم فرآیند پادلینگ (puddling) به طور گسترده رواج داشت. در آن زمان به دلیل نبود تکنولوژی پیشرفته، امکان حرارت دادن زیاد آهن وجود نداشت و به همین دلیل سربارهٔ ناخالصی‌ها به طور کامل از بین نمی‌رفت. اما کورهٔ انعکاسی (reverberatory furnace) امکان گرم کردن آهن را بدون قرار دادن مستقیم آن در آتش فراهم کرد، که از آهن تا حدودی در برابر ناخالصی‌های منبع سوخت محافظت می‌کرد. با ظهور این تکنولوژی زغال سنگ جایگزین سوخت زغال چوب شد. فرآیند بسمر اجازهٔ تولید فولاد بدون مصرف سوخت را داد؛ که گرمای لازم را، از ناخالصی‌های موجود در آهن تامین می‌کرد. این روش هزینه‌های تولید فولاد را به شدت کاهش ‌داد اما یافتن مواد اولیه با ویژگی‌های مطلوب (واکنش دادن با ناخالصی‌های آهن) بسیار دشوار بود.
افزودن دوبارهٔ کربن به آهن فرفورژه، که از سوئد وارد می‌شد، باعث بالا رفتن کیفیت فولاد شد. فرآیند تولید، که فرآیند سیمان‌سازی نام دارد به این صورت است که میله‌های حرارتیِ آهن فرفورژه را همراه با زغال چوب به مدت حداکثر یک هفته در یک جعبه سنگی بلند قرار می‌دهند و به این ترتیب فولاد بلیستر ( blister steel) ساخته می‌شود. با قرار دادن فولاد بلیستر و آهن فرفورژه در یک بوتهٔ آهنگری (crucible) و ذوب کردن آن‌ها، فولاد بوته‌ای (crucible steel) تولید می‌شود. برای هر تن فولاد تولید شده به این روش، حداکثر ۳ تن زغال کک گران قیمت سوزانده می‌شود. دشوارترین و پرمشغله‌ترین مرحلهٔ این فرآیند، تولید آهن فرفورژه بود که در سوئد تولید می‌شد.
این فرآیند در قرن ۱۸ با معرفی تکنیک‌های تولید فولاد بوته‌ای توسط بنجامین هانتسمن (Benjamin Huntsman) اصلاح شد. او ۳ ساعت به زمان پالایش اضافه کرد و مقدار زیادی زغال کک مصرف کرد. در ساخت فولاد بوته‌ای میله‌های فولاد بلیستر به قطعاتی تقسیم می‌شوند و در بوته‌های کوچک ذوب می‌شوند که هر کدام از این بوته‌ها حاوی ۲۰ کیلوگرم فولاد است. این روش، فولادی با کیفیت تولید می‌کند اما باعث بالا رفتن هزینه‌ها می‌شود. فرآیند بسمر زمان لازم برای تولید فولاد با این کیفیت را به حدود نیم ساعت کاهش داد و زغال کک را فقط در ذوب آهن (pig iron) استفاده کرد و به این ترتیب فرآیند بسمر توانست هزینه‌ها را به مقدار قابل توجهی کاهش دهد.

### مقایسهٔ فرآیند بازی با فرآیند اسیدی بسمر
سیدنی گیلچریست توماس (Sidney Gilchrist Thomas)، شهروند لندنی با پدر ولزی، شیمی‌دان صنعتی بود که تصمیم گرفت راه‌حلی برای مشکل فسفر آهن که باعث تولید فولاد بی‌کیفیت شده بود پیدا کند. با تصور اینکه راه‌حلی پیدا کرده‌است؛ با پسر عموی خود، پرسی گیلجریست (Percy Gilchrist)، که شیمی‌دانی در کارخانهٔ آهن‌سازی (Blaenavon Ironworks) بود، تماس گرفت. مدیر وقت، ادوارد مارتین، تجهیزاتی برای آزمایش‌ در مقیاس بزرگ در اختیار او گذاشت و به او کمک کرد تا اختراعش را ثبت کند. اختراع او استفاده از دولومیت و در بعضی موارد سنگ آهک به جای خاک رس، در مبدل بسمر بود و به عنوان فرآیند بازی بسمر ( به جای فرآیند اسیدی بسمر) شناخته شد. مزیت سودآور دیگر استفاده از این روش این بود که سربارهٔ بیش‌تری در مبدل تولید می‌شود که می‌تواند بازیابی شود و به عنوان کود فسفات مورد استفاده قرار گیرد.

## اهمیت فرآیند بسمر
در سال ۱۸۹۸، نشریه علمی آمریکایی (Scientific American) مقاله‌ای تحت عنوان فولاد بسمر و تاثیر آن بر جهان منتشر کرد که در آن اثرات اقتصادی افزایش عرضهٔ فولادِ ارزان قیمت توضیح داده شده است. آن‌ها خاطر نشان کردند که گسترش خطوط راه‌آهن به مناطق کم جمعیت کشور باعث افزایش جمعیت ساکن در این مناطق شده همچنین تجارت برخی از کالاها که هزینهٔ حمل‌ و نقلشان بسیار بالا بود را سودآور کرده است.
فرآیند بسمر با کاهش هزینه‌های تولید، از ۴۰£ در هر تن بزرگ به ۶-۷£ در هر تن بزرگ و افزایش قابل توجه مقیاسِ تولید این مادهٔ اولیهٔ حیاتی، انقلابی در تولید فولاد ایجاد کرد. همچنین این فرآیند تعداد کارگر مورد نیاز برای تولید را کاهش داد. تا قبل از معرفی این فرآیند، فولاد برای ساخت پل یا چارچوب ساختمان‌ها بسیار گران بود و در طول انقلاب صنعتی از آهن فرفورژه برای ساخت آن‌ها استفاده می‌شد. پس از معرفی فرآیند بسمر، فولاد و آهن فرفورژه در یک رنج قیمت قرار گرفتند و بسیاری از کاربران، به خصوص راه‌آهن، به فولاد روی آوردند. مشکلاتی مانند شکستگی (ناشی از نیتروژن موجود در هوای دمیده) مانع از استفاده از فولاد بسمر در بسیاری از کاربردهای ساختاری شد. فولاد تهیه شده از فرآیند کورهٔ سرباز برای این کاربردها مناسب‌تر بود.
در سال ۱۸۹۵ در انگلستان ذکر شد که دوران اوج فرآیند بسمر به پایان رسیده و روش کورهٔ سرباز غالب است. فرآیند اساسی بسمر (فرآیند توماس-گیلچریست) مدت بیش‌تری باقی ماند؛ به ویژه در قارهٔ اروپا که سنگ معدن آهن از مقدار فسفر بالایی برخوردار بود و فرآیند کورهٔ سرباز قادر به حذف همهٔ فسفر نبود. تقریباً همهٔ فولادهای ارزان قیمت ساختمانی در آلمان، در دهه‌های ۱۹۵۰ و ۱۹۶۰ با این روش تولید می‌شدند که سرانجام با فولادسازی اکسیژن اساسی جایگزین شد.